# The Amazing Race (quarta edizione)

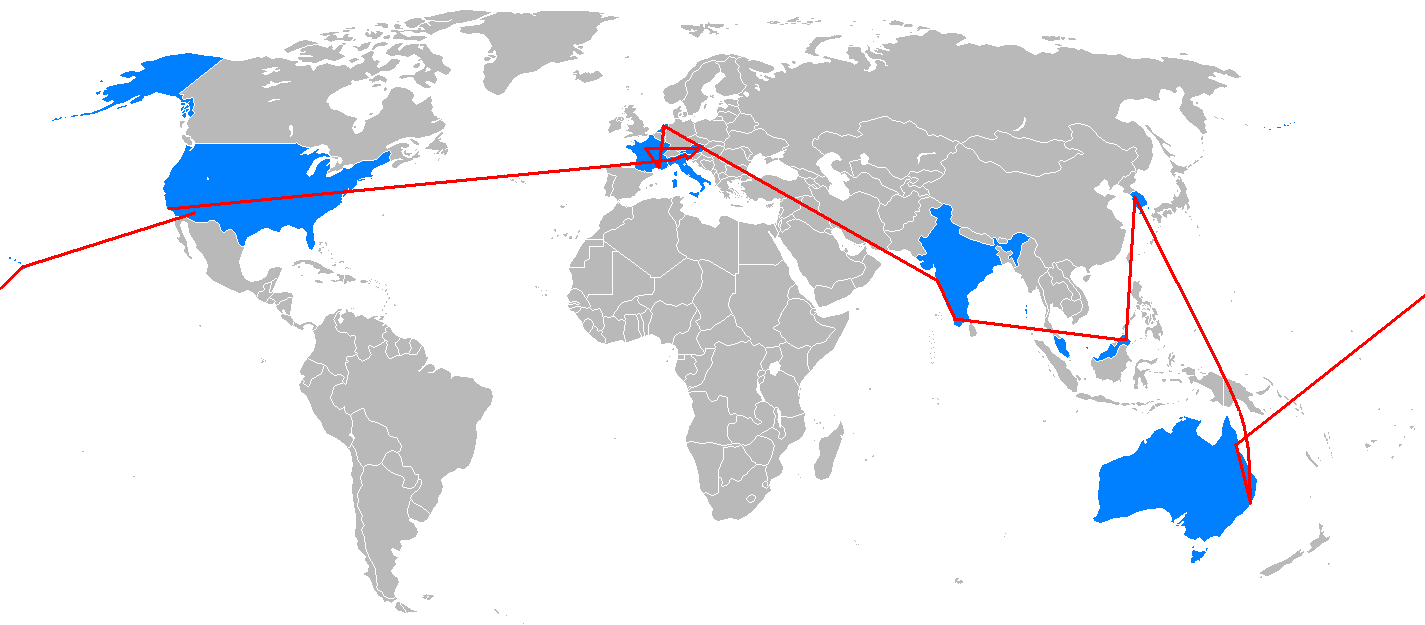
Il percorso di The Amazing Race 4

The Amazing Race 4 è la quarta edizione di The Amazing Race. È stata registrata dal 18 gennaio al 14 febbraio 2003 e trasmessa su CBS dal 29 maggio al 21 agosto dello stesso anno. Nel corso della gara, sono stati visitati quattro continenti e nove paesi diversi, per un totale di più di 70.000 km percorsi. Sono due i paesi visitati per la prima volta in questa stagione: Paesi Bassi e Corea del Sud.

## Episodi
I titoli degli episodi sono frasi pronunciate (generalmente, ma non sempre) dai concorrenti nel corso dell'episodio stesso.
| nº | Titolo                                                                                    | Prima TV       | Frase di                  |
| -- | ----------------------------------------------------------------------------------------- | -------------- | ------------------------- |
| 1  | Cheaters Never Win - and They Cheated!                                                    | 29 maggio 2003 | Sheree                    |
| 2  | It Doesn't Say Anything About First Come, First Served - and We're Bigger                 | 5 giugno 2003  | Reichen                   |
| 3  | I Wasn't Even Going to Touch You Until You Slammed My Head Backwards!                     | 12 giugno 2003 | Millie                    |
| 4  | Check Your Tires Because... Oh God, You Never Know What'll Happen!                        | 19 giugno 2003 | Steve (di "Steve e Dave") |
| 5  | You Are Just Deliberately Trying to Make Us Lose!                                         | 26 giugno 2003 | Jaree                     |
| 6  | I Could Never Have Been Prepared for What I'm Looking at Right Now                        | 3 luglio 2003  | Reichen                   |
| 7  | We're Going Down the Wrong Side of the Freeway... and the Lights Are Off!                 | 10 luglio 2003 | Tian                      |
| 8  | The Princess Reminded Me of My Grandmother. She Was Very Old But Still Very, Very with It | 17 luglio 2003 | David                     |
| 9  | We're Not at Charm School Learning How to Be a Gentleman, We're Racing                    | 24 luglio 2003 | Jon (di "Kelly e Jon")    |
| 10 | That's Me. That's My Face. Just Hit My Face. Hit My Face!                                 | 31 luglio 2003 | Jon (di "Kelly e Jon")    |
| 11 | Such a Nice Pheremone Smell to You; Just Makes Me Want to Stay Close to You               | 7 agosto 2003  | Jon (di "Kelly e Jon")    |
| 12 | He's a Few Ticks Away from Having a Heart Attack!                                         | 14 agosto 2003 | Jon (di "Kelly e Jon")    |
| 13 | It's Like Adam Building His First House!                                                  | 7 agosto 2003  | Kelly                     |

## Ordine di arrivo ed eliminazioni
La tabella indica l'ordine di eliminazione dalla gara delle squadre. Vengono elencate le squadre, il tipo di rapporto che lega i componenti di ogni squadra (secondo la definizione ufficiale usata all'interno del programma), la posizione di arrivo di ogni tappa e il numero di Roadblock completati da ogni concorrente. Un numero in rosso indica l'eliminazione della squadra in quella tappa, un numero blu l'arrivo all'ultimo posto in una tappa a non eliminazione, un numero verde l'uso di un Fast Forward da parte della squadra. Se il numero della tappa è verde, il Fast Forward non è stato usato da nessuna squadra.
| Squadra         | Rapporto                              | Posizione (per tappa) | Posizione (per tappa) | Posizione (per tappa) | Posizione (per tappa) | Posizione (per tappa) | Posizione (per tappa) | Posizione (per tappa) | Posizione (per tappa) | Posizione (per tappa) | Posizione (per tappa) | Posizione (per tappa) | Posizione (per tappa) | Posizione (per tappa) | Roadblock completati |
| Squadra         | Rapporto                              | 1                     | 2                     | 3                     | 4                     | 5                     | 6                     | 7ƒ                    | 8                     | 9                     | 10                    | 11                    | 12                    | 13                    | Roadblock completati |
| --------------- | ------------------------------------- | --------------------- | --------------------- | --------------------- | --------------------- | --------------------- | --------------------- | --------------------- | --------------------- | --------------------- | --------------------- | --------------------- | --------------------- | --------------------- | -------------------- |
| Reichen e Chip  | Sposati                               | 9                     | 2                     | 3                     | 5                     | 4                     | 2                     | 5                     | 2                     | 1ƒ                    | 2                     | 3                     | 2                     | 1                     | Reichen 4, Chip 7    |
| Kelly e Jon     | Fidanzati                             | 6                     | 3                     | 8                     | 7                     | 3                     | 3                     | 3                     | 5                     | 4                     | 1                     | 2                     | 3                     | 2                     | Kelly 2, Jon 10      |
| David e Jeff    | Amici                                 | 10                    | 5                     | 7                     | 6                     | 6                     | 1                     | 1                     | 4                     | 3                     | 4                     | 1ƒ                    | 1                     | 3                     | David 5, Jeff 5      |
| Jon e Al        | Amici / Clown                         | 7                     | 6                     | 6                     | 2                     | 2                     | 6                     | 2                     | 1                     | 2                     | 3                     | 4                     |                       |                       | Jon 5, Al 5          |
| Millie e Chuck  | Fidanzati da 12 anni / Vergini        | 1                     | 8                     | 5                     | 2                     | 1ƒ                    | 4                     | 4                     | 3                     | 5                     |                       |                       |                       |                       | Millie 2, Chuck 5    |
| Tian e Jaree    | Amiche / Modelle                      | 11                    | 4                     | 4                     | 1ƒ                    | 7                     | 5                     | 6                     |                       |                       |                       |                       |                       |                       | Tian 6, Jaree 0      |
| Monica e Sheree | Mogli di giocatori della NFL / Amiche | 4ƒ                    | 10                    | 2                     | 4                     | 5                     | 7                     |                       |                       |                       |                       |                       |                       |                       | Monica 3, Sheree 2   |
| Steve e Dave    | Controllori traffico aereo            | 5                     | 1ƒ                    | 9                     | 8                     | 8                     |                       |                       |                       |                       |                       |                       |                       |                       | Steve 2, Dave 1      |
| Steve e Josh    | Padre / Figlio                        | 1                     | 9                     | 1ƒ                    | 9                     |                       |                       |                       |                       |                       |                       |                       |                       |                       | Steve 0, Josh 2      |
| Russell e Cindy | Fidanzati                             | 8                     | 7                     | 10                    |                       |                       |                       |                       |                       |                       |                       |                       |                       |                       | Russell 2, Cindy 0   |
| Amanda e Chris  | Fidanzati                             | 1                     | 11                    |                       |                       |                       |                       |                       |                       |                       |                       |                       |                       |                       | Amanda 0, Chris 1    |
| Debra e Steve   | Sposati con figli                     | 12                    |                       |                       |                       |                       |                       |                       |                       |                       |                       |                       |                       |                       | Debra 0, Steve 0     |

## Riassunto della gara

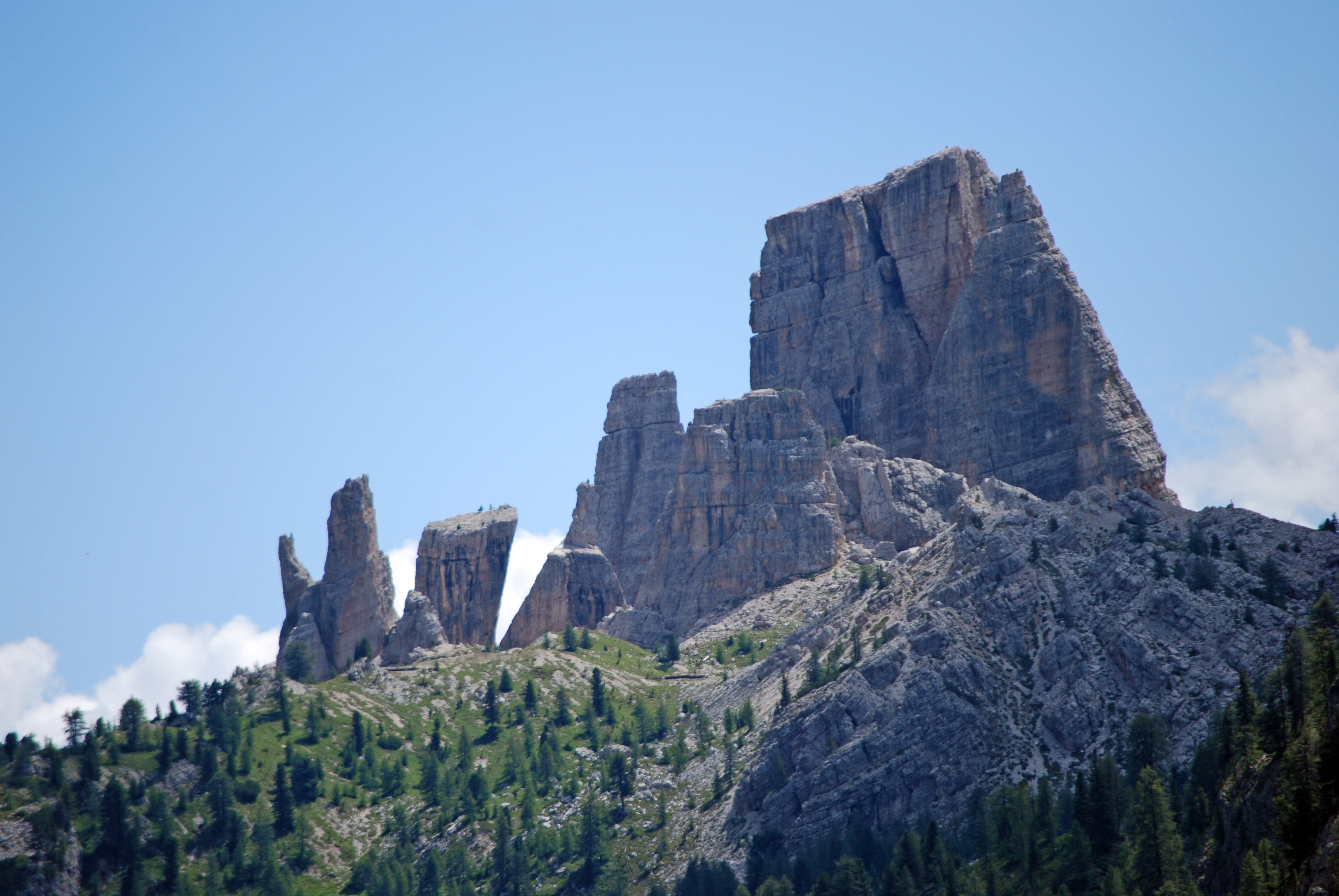
Le Cinque Torri, sede del primo Detour

### 1ª tappa (Stati Uniti → Italia)
- Los Angeles, California, Stati Uniti  (Dodger Stadium) (Linea di partenza)
- da Los Angeles (Aeroporto Internazionale di Los Angeles) a Milano, Italia  (Aeroporto di Milano-Malpensa)
- Milano, (Galleria Vittorio Emanuele II)
- Cortina d'Ampezzo (Chiesa dei Santi Filippo e Giacomo)
- Pocol, Cortina d'Ampezzo (Passo Giau)
- Cortina d'Ampezzo (Cinque torri)
- Cortina d'Ampezzo (Hotel Lajadira)

Nel Fast Forward, le squadre hanno dovuto indossare racchette da neve e salire sulla cima di una collina innevata. Nel Detour la scelta è stata tra Search ("Ricerca": usando un localizzatore satellitare, trovare le chiavi di una motoslitta per arrivare all'indizio successivo) e Rescue ("Salvataggio": attraversare un ponte di corda ed usare una zipline per attraversare una gola).
Prova aggiuntiva: alla Galleria, le squadre hanno dovuto cercare dei biglietti dell'autobus, per diverse corse in partenza il giorno successivo.

### 2ª tappa (Italia)

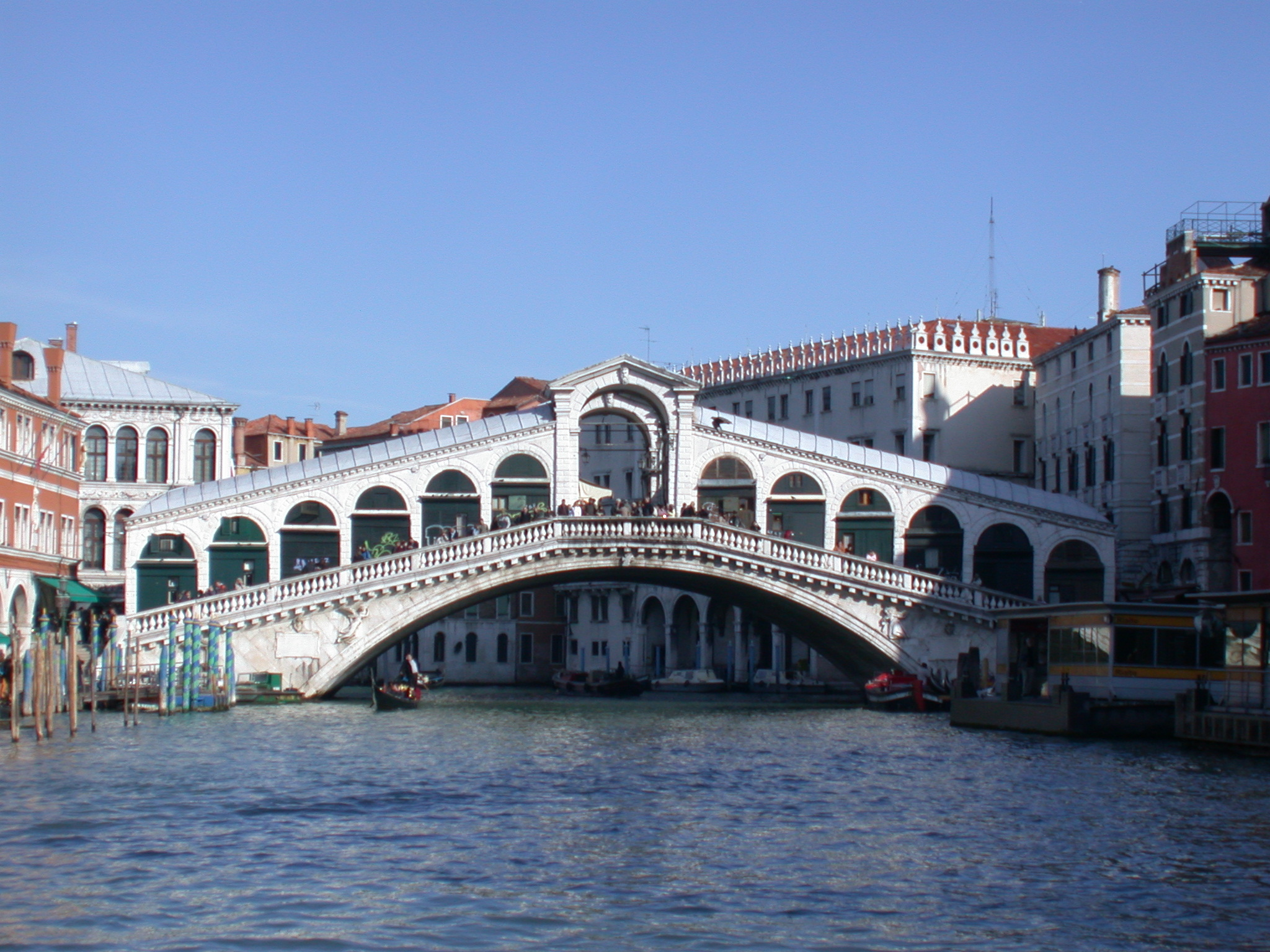
Il Ponte di Rialto è stato la sede del Fast Forward della seconda tappa.

- Cortina d'Ampezzo (Trampolino olimpico)
- da Calalzo di Cadore (Stazione di Calalzo) / Ponte nelle Alpi (Stazione di Ponte nelle Alpi) a Venezia (Stazione di Venezia Santa Lucia)
- Venezia (Ponte delle Guglie)
- Venezia (Ponte di Rialto)
- Venezia (Ca' Da Mosto)
- Venezia (Barca "Città di Padova", Laguna di Venezia)

Nel Detour, la scelta è stata tra Waterway ("Via d'acqua": usando una mappa e senza poter chiedere aiuto, percorrere i canali di Venezia in gondola fino ad una piccola piazza, Campo Querini Stampella) e Pathway ("Sentiero": arrivare alla stessa piazza senza mappa, ma con la possibilità di chiedere indicazioni). Nel Fast Forward, i concorrenti hanno dovuto esibirsi con una compagnia di Commedia dell'Arte, fino alla comparsa dell'indizio. Il Roadblock è consistito nell'entrare a Ca' Da Mosto e abbinare una tipica maschera veneziana ricevuta all'ingresso con una indossata dai partecipanti a un ballo in maschera.
Prova aggiuntiva: al Trampolino olimpico di Cortina d'Ampezzo, i concorrenti hanno dovuto scendere da una collina innevata a bordo di un canotto.

### 3ª tappa (Italia → Austria)

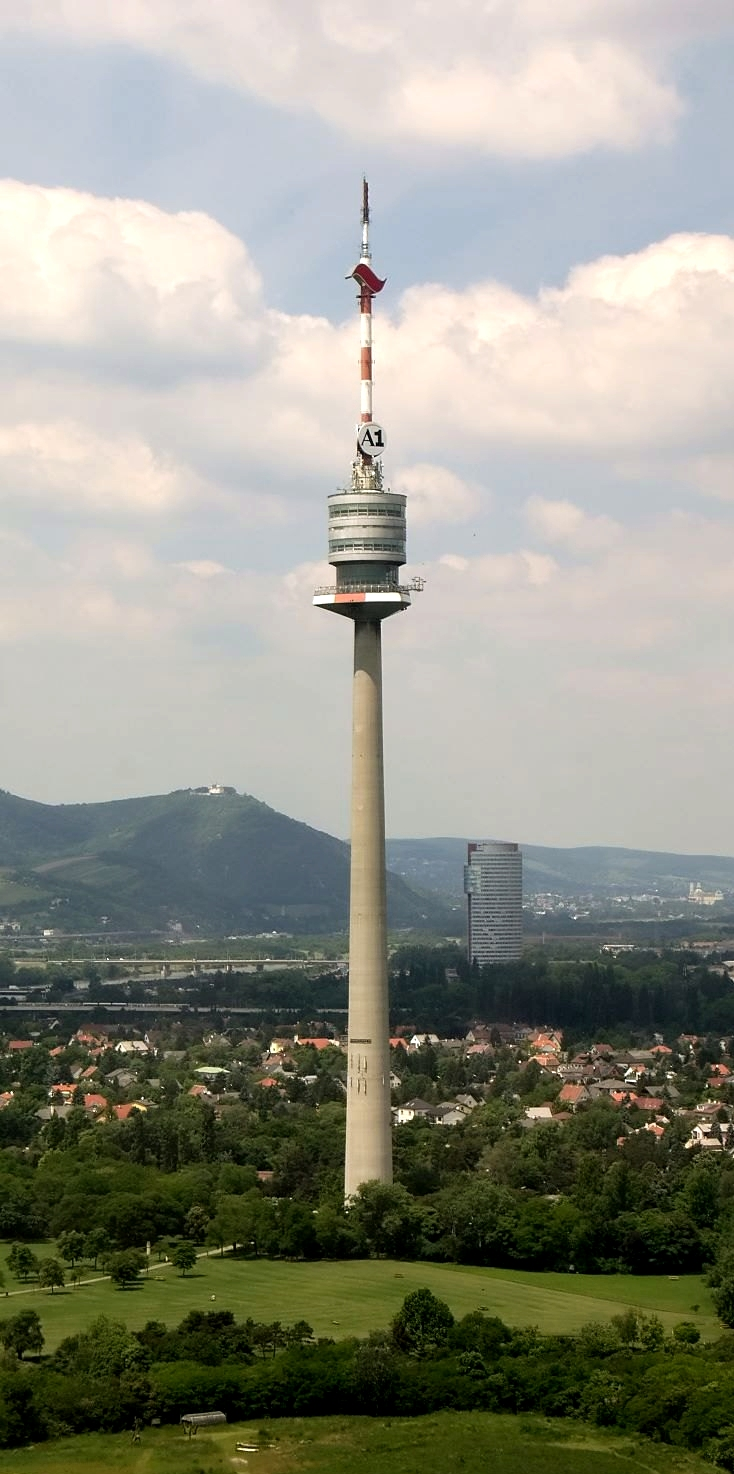
Durante la terza tappa, le squadre hanno dovuto fare un salto con l'elastico da un'altezza di 140 metri.

- da Venezia (Stazione di Venezia Santa Lucia) a Vienna, Austria  (Stazione di Wien Südbahnhof)
- Vienna (Wien Kanal - incrocio fra Friedrichstraße e Operngasse)
- Vienna (Monumento a Johann Strauss II allo Stadtpark)
- Vienna (Castello di Schönbrunn)
- Vienna (Donauturm)
- da Vienna (Stazione di Wien Westbahnhof / Stazione di Wien Praterstern) a Gmunden (Stazione di Gmunden)
- Gmunden (Schloss Ort)

Nel Detour, la scelta è stata tra Mozart (trasportare un contrabbasso per circa 10 km fino alla casa in cui Mozart ha scritto Le nozze di Figaro) e Beethoven (trasportare degli spartiti per circa 18 km fino alla casa in cui Beethoven ha scritto il Testamento di Heiligenstadt). Nel Fast Forward, una squadra ha dovuto trasportare un vassoio carico di bicchieri di cristallo attraverso una sala da ballo, passando attraverso decine di coppie danzanti, senza farne cadere neanche uno. Nel Roadblock, le squadre hanno fatto un salto con l'elastico dalla cima della Donauturm, a 140 metri di altezza.

### 4ª tappa (Austria → Francia)
- da Salisburgo (Aeroporto di Salisburgo) / Monaco di Baviera, Germania (Aeroporto internazionale di Monaco di Baviera) a Parigi, Francia  (Aeroporto di Parigi-Roissy)
- da Parigi (Gare de Paris Montparnasse) a Le Mans (Gare du Mans)
- Le Mans (Circuit de la Sarthe)
- Marsiglia (Porta 4 Cap Janet del Porto di Marsiglia al Faro di Santa Maria)
- Bagnols-en-Forêt (Gorges du Blavet)
- Aix-en-Provence (Musée de Tapisseries)
- Saint-Rémy-de-Provence (Château des Alpilles)

Nel Detour, la scelta è stata tra Ropes ("Corde": calarsi giù da un dirupo per 70 metri) e Slopes ("Fianchi": arrivare allo stesso punto su sentieri nei pressi del dirupo). Nel Fast Forward, una squadra ha dovuto completare un puzzle raffigurante il Pit Stop. Nel Roadblock un concorrente per squadra ha dovuto montare quattro ruote su un'auto da corsa, per poi fare un giro su pista.

### 5ª tappa (Francia → Paesi Bassi)

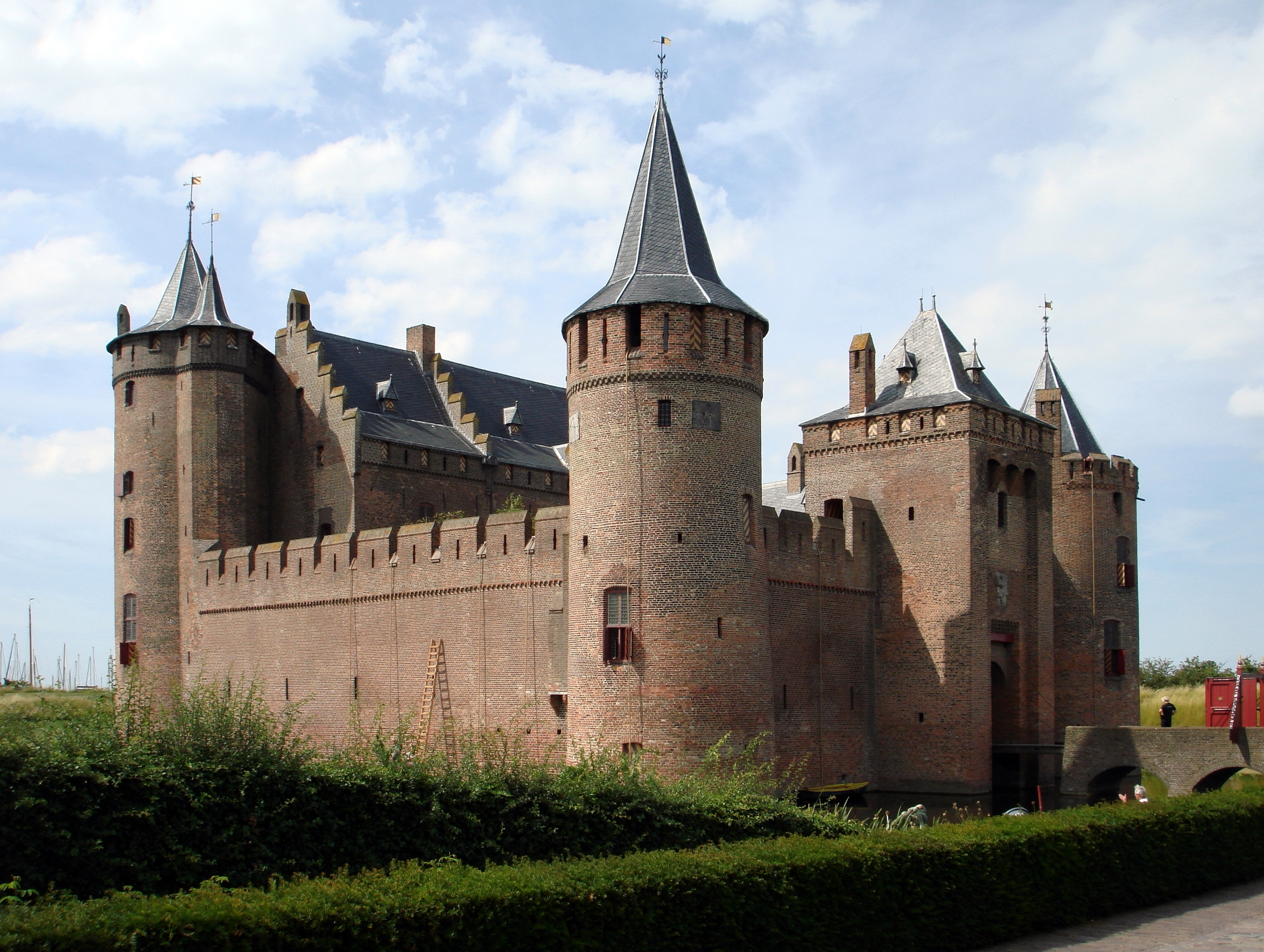
Il Muiderslot è stato sede del quinto Pit Stop

- da Marsiglia (Aeroporto di Marsiglia-Provence) a Amsterdam, Paesi Bassi  (Aeroporto di Amsterdam-Schiphol)
- Amsterdam (Magere Brug)
- Amsterdam (Nederlands Scheepvaartmuseum)
- Amsterdam (Molen Van Sloten)
- Monnickendam (Statua del fumatore)
- Muiden (Muiderslot)

Nel Detour la scelta è stata tra 500 kilograms ("500 chili": usando una portantina in legno, trasportare forme di formaggio fino a una bilancia, fino a raggiungere il peso di 500 chili) e 15 feet ("15 piedi": cercare l'indizio a mani nude in una montagna di letame alta quasi 5 metri). Nel Fast Forward, i concorrenti sono stati legati alle pali di un mulino a vento, fatte girare per dieci giri completi. Il Roadblock è consistito nel pescare 25 anguille e posizionarle in un contenitore.

### 6ª tappa (Paesi Bassi → India)
- da Amsterdam (Aeroporto di Amsterdam-Schiphol) a Bombay, Maharashtra, India  (Aeroporto Internazionale di Mumbai)
- Bombay (Film City - Studio 10)
- Bombay (Sassoon Docks - Indo Universal Engineering)
- Bombay (Gateway of India)

Nel Detour, la scelta è stata tra Suds ("Schiuma": lavare a mano un mucchio di vestiti fino a trovare un indizio stampato su uno di essi) e Duds ("Vestiti": trovare un negozio di abbigliamento e cercare fra centinaia di sari uno con un indizio stampato su di esso). Il Roadblock è consistito nel trasportare 20 pesci attraverso un mercato, per poi consegnarli al direttore del mercato stesso.

### 7ª tappa (India)
- da Panvel (Stazione di Panvel) a Ernakulam, Kerala (nodo di Ernakulam)
- Ernakulam (Segnale sull'autostrada NH47)  (non usato, né trasmesso)
- Alappuzha (Campo sportivo presso il ponte di Pallathuruthy, autostrada Alappuzha-Changanassery)
- Alappuzha (strada costiera)
- Alappuzha (Punnamada - The Finishing Point)

Il Roadblock è consistito nel farsi trascinare da tori attraverso un campo fangoso, della lunghezza di un campo di football. Nel Detour, la scelta è stata tra Baskets ("Ceste": trasportare 10 galline fino ad una fattoria con una bici con rimorchio) e Trunks ("Proboscidi": trasportare due balle di fibra coir fino a un negozio a bordo di un elefante).
Prova aggiuntiva: sull'autostrada NH47, le squadre hanno dovuto cercare un grande cartellone pubblicitario con il segnale giallo e roso dell'indizio successivo.

### 8ª tappa (India → Malesia)

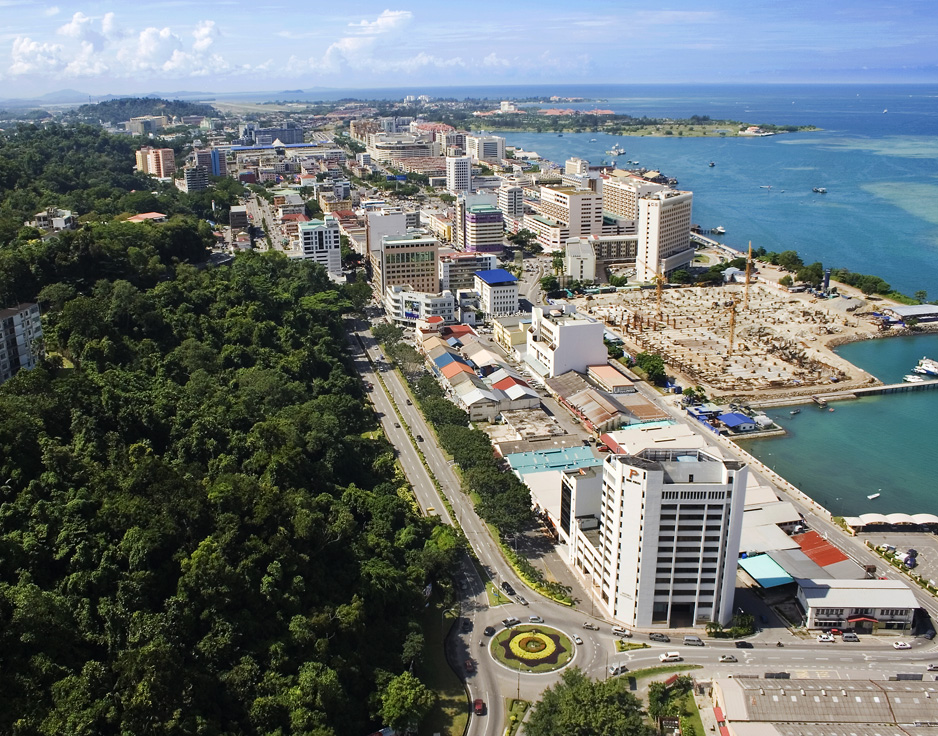
Kota Kinabalu, una destinazione dell'ottava tappa.

- da Cochin (Aeroporto Internazionale di Cochin) a Kota Kinabalu, Sabah, Malaysia  (Aeroporto Internazionale di Kota Kinabalu)
- Penampang (Villaggio culturale Monsopiad)
- Kota Kinabalu (Jesselton Point Jetty)
- Parco Nazionale Tunku Abdul Rahman (Isola di Manukan)

Nel Detour, la scelta è stata tra Net ("Rete": usando un retino, pescare 15 pesci in un allevamento) e Trap ("Trappola": tirare in superficie delle trappole per aragoste posizionate sul fondo dell'oceano, appesantite per l'occasione). Il Roadblock è consistito nel colpire tre bersagli con delle armi tradizionali malesi: arco e frecce, cerbottana e giavellotto.

### 9ª tappa (Malesia)
- Ranau (Sorgenti calde di Poring)
- Sandakan (Piantagione di palme da olio Trushidup)
- Sepilok (Santuario degli orangutan di Sepilok)
- Kinabatangan (Grotte di Gomantong)
- Sepilok (Parco naturale di Sepilok)

Nel Detour, la scelta è stata tra Chop ("Affettare": usare attrezzi locali per staccare noci di palma con un indizio attaccato) e Haul ("Trasportare": portare 25 pezzi di legno di palma fino a un camion, usando una carriola). Il Fast Forward è stato trovare un'area protetta nella giunga e dare due pezzi di frutta a un cucciolo di orango. Il Roadblock è consistito nel salire una scala alta 15 metri per prendere l'indizio successivo, sospeso in aria.

### 10ª tappa (Malesia → Corea del Sud)
- Sandakan (Tempio di Puu Jih Shih)

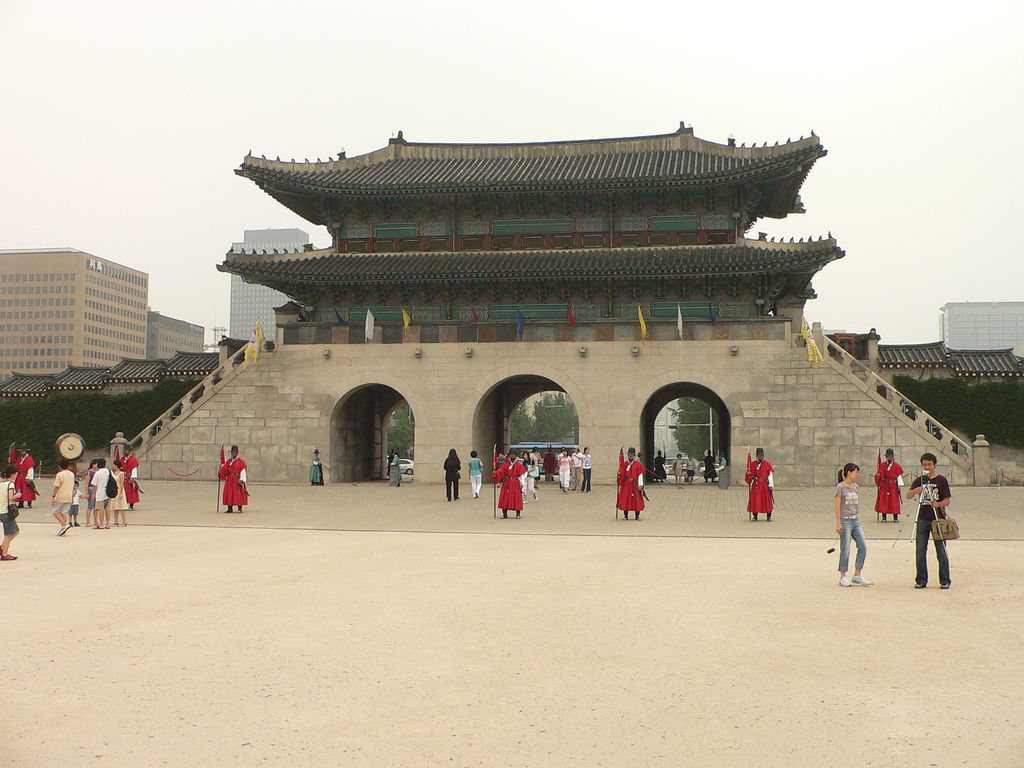
Il Gyeongbokgung è stato il decimo Pit Stop della corsa

- da Kota Kinabalu (Aeroporto di Kota Kinabalu) a Incheon, Corea del Sud  (Aeroporto Internazionale di Seul-Incheon)
- Seul (Namsan Park - Torre N Seul)
- Cheorwon (fiume Hantan, Sundam Valley - Rafting Korea)
- Seul (Metropolitana di Seul - Stazione 228-Università Nazionale)
- Seul (Gyeongbokgung - Sala Geunjeongjeon)

Nel Roadblock un concorrente per squadra ha dovuto immergersi nel fiume ghiacciato e nuotare sotto il ghiaccio fino a un foro di uscita. Nel Detour, la scelta è stata tra Strong Hands ("Mani forti": rompere tre tavolette di legno con le sole mani in una palestra di taekwondo) e Strong Stomach ("Stomaco Forte": andare in un ristorante e ordinare una prelibatezza tipica, il sannakji, costituito da polipi vivi).
Prova aggiuntiva: le squadre hanno dovuto cercare, fra migliaia, una statuetta di Buddha con incisi i loro nomi.

### 11ª tappa (Corea del Sud → Australia)
- Seul (Hangang Park a Yoido)

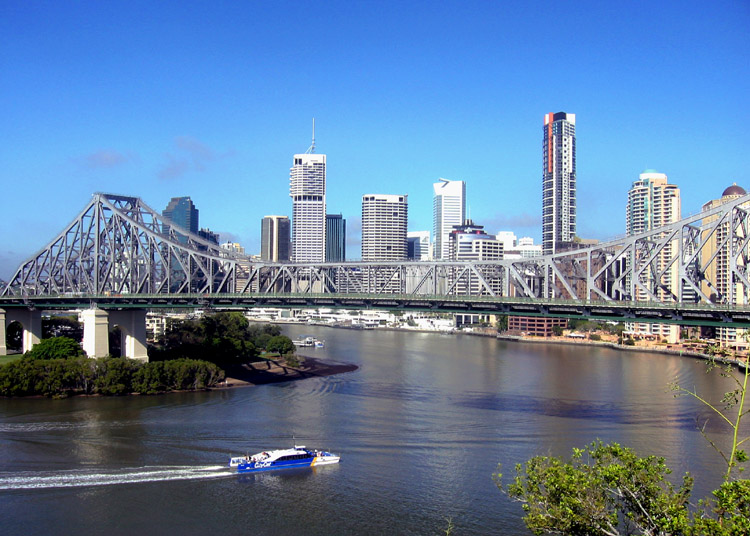
Le squadre restanti sono arrivate a Brisbane, Australia.

- da Incheon (Aeroporto Internazionale di Incheon) a Brisbane, Queensland, Australia  (Aeroporto di Brisbane)
- Brisbane (Attico all'Holiday Inn)
- Sunshine Coast
- Mooloolaba (UnderWater World)
- Mooloolaba (Yacht Club)

Nel Detour, la scelta è stata fra Face First ("Prima la faccia": calarsi dall'Holiday Inn di Brisbane con la faccia rivolta a terra, a partire da 10 metri di altezza) e Foot First ("Prima i piedi": individuare dall'alto un segnale posto sul tetto del palazzo, quindi raggiungerlo a piedi). Nel Fast Forward, le squadre hanno dovuto compiere un salvataggio con surf in stile australiano. Il Roadblock è consistito nel camminare sul fondo di una vasca popolata da un centinaio di squali per raggiungere un indizio.
Prova aggiuntiva: a Hangang Park le squadre hanno dovuto prendere l'indizio, attaccato a un aquilone.

### 12ª tappa (Australia)
- Ferny Hills (Woolshed)
- da Brisbane (Aeroporto di Brisbane) a Aeroglen, Cairns (Aeroporto di Cairns)
- Palm Cove, Cairns (Wild World)
- Cairns (Wangetti Beach)
- Julatten, Cairns (Off Road Rush)
- Cairns (Ellis Beach)

Nel Detour, la scelta è stata tra Saddle ("Sella":cavalcare per circa 2,5 km e quindi cercare l'indizio successivo in un raggio di 8 metri da un segnale, tenendo conto che alcune buste non contengono alcun indizio) e Paddle ("Rema": gonfiare un canotto e remare fino a raggiungere una boa). Nel Roadblock, un concorrente per squadra, accompagnato da un istruttore, ha dovuto guidare una dune buggy lungo un percorso fangoso di circa 12 km.
Prove aggiuntive: le squadre hanno dovuto cercare il primo indizio della tappa in un cumulo di lana. In seguito, al Wild World, hanno dovuto dare da mangiare a un coccodrillo e scattare una folto della prova.

### 13ª tappa (Australia → Stati Uniti)

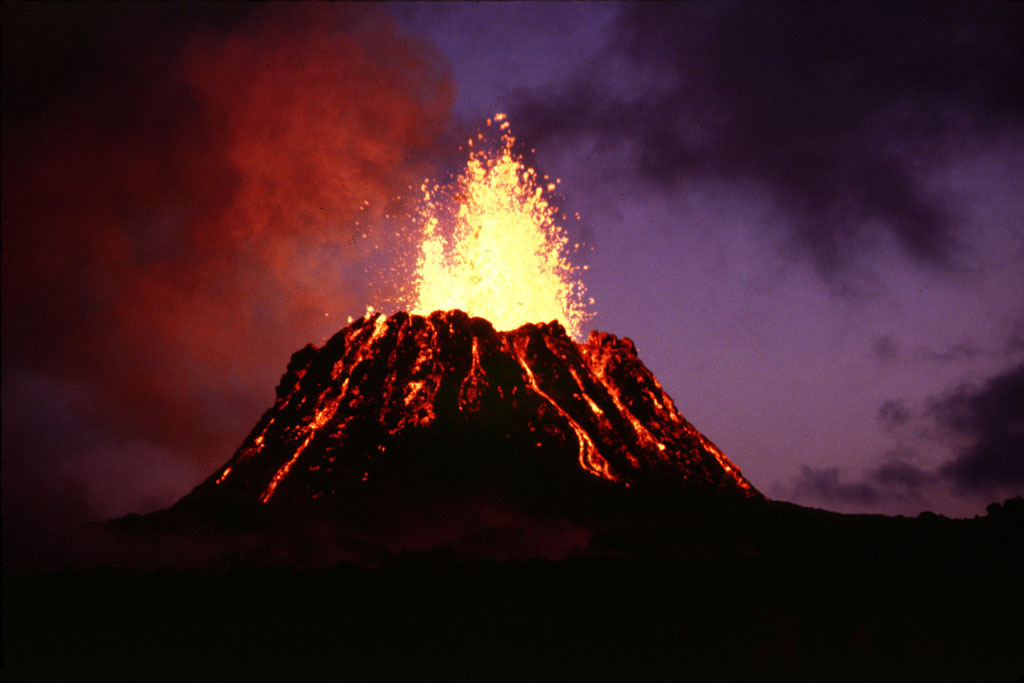
Nell'ultima tappa è stato toccato il Parco nazionale Vulcani delle Hawaii

- Smithfield, Cairns (Parco culturale aborigeno Tjapukai)
- Aeroglen, Cairns (Aeroporto di Cairns)
- da Aeroglen, Cairns (Aeroporto di Cairns) a Hawaii, Hawaii, Stati Uniti  (Aeroporto Internazionale di Kona)
- Hawaii (Kaulana Bay)
- Hawaii (Parco nazionale Vulcani delle Hawaii)
- da Hilo (Aeroporto Internazionale di Hilo) / Kona (Aeroporto Internazionale di Kona) a Phoenix, Arizona (Aeroporto Internazionale di Phoenix)
- Phoenix (Wesley Bolin Memorial Plaza)
- Tempe (Sun Devil Stadium)
- Phoenix (Papago Park)  (Traguardo finale)

Nel Detour, la scelta è stata tra Wing It ("Con le ali": paracadutarsi da un'altezza di 3000 metri con un istruttore) e Wander It ("Vaga": guidare fino a una foresta e trovare una barca che porterà la squadra alla zona di atterraggio). Il Roadblock è consistito nel nuotare fino alla testa di un tiki galleggiante, immergersi per recuperare una roccia riportarla a riva e romperla per prendere l'indizio nascosto all'interno.
Prove aggiuntive: al parco Tjapukai, i concorrenti hanno partecipato a una cerimonia del fuoco. In seguito, al Sun Devil Stadium, le squadre hanno dovuto risolvere un enigma per capire su quale posto dello stadio avrebbero trovato l'indizio successivo.